# Aerial Experiment Association

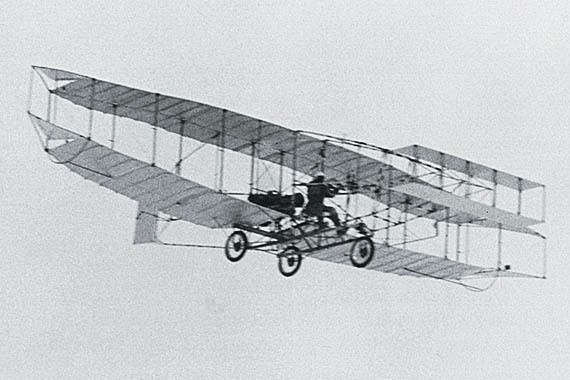
AEA Silver Dart

Die Aerial Experiment Association (AEA) (etwa: Luftfahrt Versuchsgesellschaft) war ein kanadischer Hersteller von Flugzeugen. Die Gesellschaft wurde unter Führung von Alexander Graham Bell am 1. Oktober 1907 in Halifax, Neuschottland gegründet.
Neben den Ingenieuren John Alexander Douglas McCurdy und seinem Freund Frederick W. Baldwin gehörten Glenn Curtiss und Leutnant Thomas E. Selfridge zu den Gründungsmitgliedern der Gesellschaft. Curtiss war eigentlich an einer Zusammenarbeit mit den Gebrüdern Wright interessiert, jedoch lehnten diese ab. Selfridge war schon im Sommer 1907 auf Bells ausdrücklichen Wunsch als Militär-Beobachter der US-Regierung an Versuchen beteiligt. Weitere flugbegeisterte Ingenieure stießen zu der Gesellschaft hinzu und bald zeigte die Zusammenarbeit ersten Erfolg. Das dritte Flugzeug der AEA, die AEA June Bug, gewann den Scientific-American-Preis für den ersten öffentlichen Flug über mehr als 1 km in den USA am 4. Juli 1908. Die Gebrüder Wright konnten bereits wesentlich weiter fliegen, schlossen dabei jedoch die Öffentlichkeit zum Schutze ihrer Patente weitestgehend aus. Der Gesellschaft gelang auch der erste kontrollierte Motorflug mit der AEA Silver Dart in Kanada am 23. Februar 1909.
Ein Großteil der Entwicklung für das erste Wasserflugzeug fand in Hammondsport statt. Durch den erreichten Erfolg erachtete sich die Gesellschaft für überflüssig und löste sich zum 31. März 1909 auf.